# Szczeciński Park Naukowo-Technologiczny

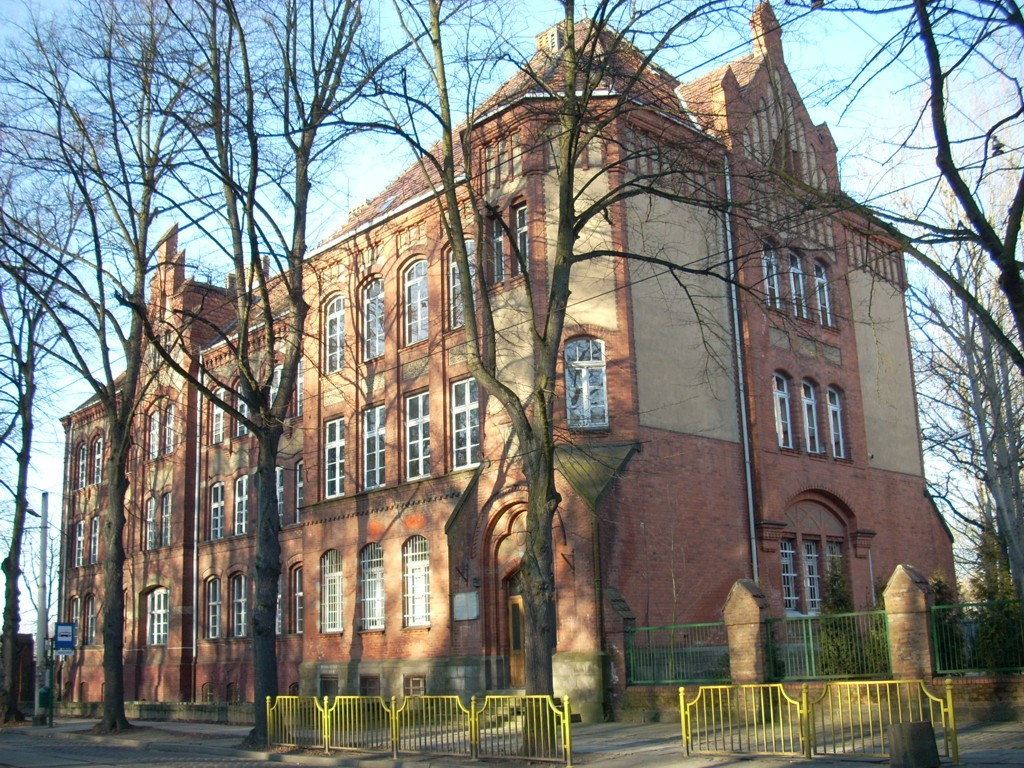
Nowa, zabytkowa siedziba SPNT usytuowana na osiedlu Niebuszewo-Bolinko w dzielnicy Śródmieście

Szczeciński Park Naukowo-Technologiczny (SPNT) – park naukowo-technologiczny utworzony w 2000 roku w Szczecinie. Działa jako spółka z o.o., w której 100% udziałów ma powiat grodzki Szczecin.
Szczeciński Park Naukowo-Technologiczny działa na rzecz tworzenia lokalnego i regionalnego środowiska innowacyjnego nastawionego na rozwój przedsiębiorczości poprzez tworzenie sprzyjającej bazy materialnej, infrastrukturalnej, ekonomicznej i socjalnej do zakładania, rozwoju i wspierania małych przedsiębiorstw innowacyjnych, do przemysłowego wykorzystania wiedzy naukowej, do transferu i komercjalizacji nowoczesnych technologii. Prezesem Zarządu od 1 stycznia 2025 roku jest Daniel Wacinkiewicz.

## Misja
Osiągnięcie wzrostu produkcji w regionie opartej na nowych, innowacyjnych technologiach oraz wzrost zatrudnienia w regionie. Podniesienie konkurencyjności i innowacyjności regionu poprzez stworzenie klimatu do współpracy (efekt synergii), a tym samym rozwoju firm.

## Cele
Inkubator Przedsiębiorczości wraz z nową siedzibą SPNT
Cel Nadrzędny:
Zwiększenie atrakcyjności inwestycyjnej Szczecina z nastawieniem na inwestorów z obszarów Hi-Tech.
Cel główny:
Udostępnienie infrastruktury z zapleczem technicznym do prowadzenia działalności w obszarze wysokich technologii.

## Obszary działalności
SPNT uznaje za podstawową zasadę wspieranie innowacyjności regionu, bezpośrednią współpracę z przedsiębiorstwami w wiodących dla regionu branżach, z administracją publiczną oraz uczelniami wyższymi. Przyjmuje też, że równie ważne jest wprowadzanie nowych technologii, podwyższanie kwalifikacji pracowników i stosowanie form organizacyjnych zapewniających wysoki poziom kooperacji.
Połączenie tych czterech czynników – instytucji okołobiznesowych, przedsiębiorstw, administracji i uczelni może zapewnić perspektywiczne efekty w konkurencji na rynku globalnym, w transformacji MŚP z aktualnego stanu do nowoczesności opartej na wszechstronnym wykorzystaniu wiedzy.
- Klaster ICT Pomorze Zachodnie
- Doradztwo IT
- Infotrendy
- Zachodniopomorski Konwent Informatyków

## Oferta SPNT
Dla biznesu:
- pomoc w nawiązywaniu kooperacji z firmami, samorządami, uczelniami
- udział w klastrze informacyjno/komunikacyjnym (ICT) Pomorze Zachodnie
- udział w klastrze Dizajnerzy.pl
- pomoc w sprawach organizacyjnych (zakładanie i prowadzenie działalności, pozyskiwanie dotacji UE, sporządzanie biznesplanów)
- dedykowane usługi szkoleniowe – coaching
- wdrożenia e-learningu
- wynajem powierzchni biurowej
- wynajem sal na konferencje
- wirtualne biura
- wynajem pracowni komputerowych na szkolenia
- udział w corocznie organizowanych wydarzeniach:
  - Konwencie Informatyków Województwa Zachodniopomorskiego
  - Infotrendach[11]

Dla administracji:
- wsparcie w realizacji projektów ICT wykorzystujących środki zewnętrzne, szczególnie środki z funduszy strukturalnych
- doradztwo w zakresie wyboru racjonalnych technologii dotyczących ICT
- wsparcie przy opracowaniu Polityki bezpieczeństwa teleinformatycznego samorządów terytorialnych
- badania, ankiety oraz analizy dotyczące sektora administracji publicznej
- wsparcie przy opracowywaniu zapytań ofertowych oraz przeprowadzaniu przetargów publicznych dotyczących ICT[12]

Dla uczelni:
- współpraca przy realizacji projektów badawczo-rozwojowych finansowanych z funduszy UE
- pomoc w komercjalizacji prac naukowych
- praktyki dla studentów, staże dla absolwentów
- współorganizacja konferencji naukowych
- współpraca z organizacjami studenckimi
- wsparcie przy opracowywaniu zapytań ofertowych oraz przeprowadzaniu przetargów publicznych dotyczących ICT[13]

Dla innych podmiotów:
- prowadzenie klastrów
- organizacja szkoleń
- pisanie wniosków o dotacje UE
- udzielanie doradztwa firmom
- organizacja konferencji i konwentów
- pisanie studiów wykonalności
- wykonywanie portali internetowych[14]

## Projekt Pomerania Technopark

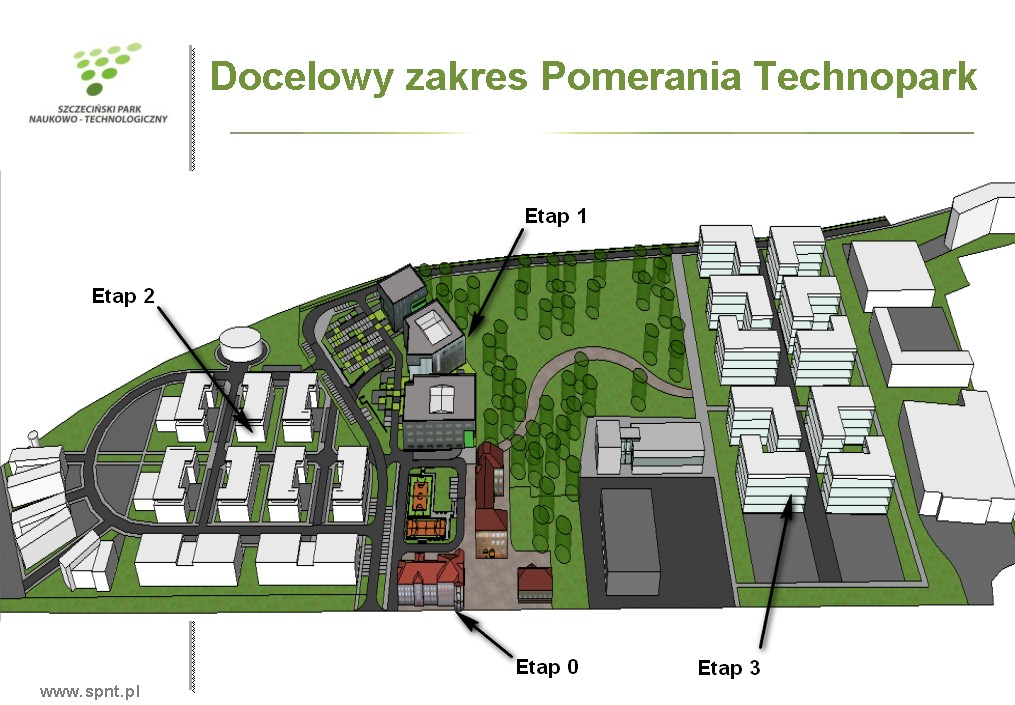
Projekt Pomerania Technopark – planowane etapy prac

Priorytetowym działaniem SPNT realizowanym od 2007 roku jest budowa Pomerania Technopark, zlokalizowanego przy ul. Niemierzyńskiej w Szczecinie. Ma to być miejsce wymiany kontaktów, kojarzenia partnerów, praktycznego wymiaru nowych technologii, tworzenia efektu synergii biznesu.
Budowa Pomerania Technopark jest przedsięwzięciem mającym na celu ożywienie gospodarcze Szczecina, aktywizację ekonomiczną regionu oraz wzrost MŚP. Powierzchnia Parku oraz usługi przeznaczone mają być nie tylko dla powstających przedsiębiorców, ale również dla firm rozwiniętych, które chcą wdrażać najnowsze technologie i w tym obszarze zatrudniać pracowników. Głównym zadaniem Parku ma być skupienie na jednym terenie zarówno ośrodków badawczo-rozwojowych a także przedsiębiorstw zainteresowanych inwestowaniem w innowacyjne produkty i usługi.
Plan realizacji inwestycji podzielony jest na etapy i obejmuje lata 2008-2020.. Docelowo na Park mają się składać: inkubator przedsiębiorczości, nowa siedziba SPNT, centrum innowacji, centrum komputerowe, centrum kongresowe, ośrodek szkoleniowy IT, centrum kształcenia ustawicznego, centrum wzornictwa przemysłowego, centrum biznesowe, centrum badawczo-rozwojowe oraz hotel.